# Collectif AJAR
Pour les articles homonymes, voir Ajar.
Le collectif AJAR (L'Ajar) est un collectif littéraire suisse créé en janvier 2012 sous forme d'association et réunissant des auteurs romands,, . Son but est d'offrir une vitrine littéraire à la nouvelle génération, via des manifestations comme des lectures en public et des rencontres et des publications d'ouvrages. Le nom de l’association fait référence à l’écrivain Romain Gary qui a écrit sous le nom d'emprunt « Émile Ajar ».

## Activités
L'AJAR vise à favoriser l’émulation entre ses membres, ainsi qu’une approche professionnelle de l’écriture. Elle crée des textes selon des procédés d’écriture collective et se produit régulièrement en public. L'AJAR a notamment pris part aux manifestations suivantes :
- Festival de la francophonie de Washington 2014 à l'invitation de l'ambassade de Suisse et de l'Alliance française

- Festival Québec en toutes lettres 2014[5]

- Semaine de la langue française et de la francophonie 2016, dont elle était la marraine[6]

- Biennale de Venise 2016, dont elle a clos la dernière soirée du Salon suisse[7]
- Mois de la poésie 2017, à Québec[8]
- Fureur de lire 2019, à Genève[9]

Le collectif a inventé le personnage d’une écrivaine : « Esther Montandon, née le 8 mai 1923 à La Chaux-de-Fonds ». Pour rendre crédible ce personnage fictif, le collectif lui crée une page Wikipédia le 31 août 2014, ajoute sa biographie sur Viceversa Littérature et lui crée de vrais-faux articles de presse

## Publications
- Le monde autour, textes de Julie Mayoraz et al., Plan-les-Ouates, 2013, un dépliant illustré (70 x 101 cm)

- Le monde autour, éd. Paulette, 2014, 69 p. (ISBN 978-2-940475-08-7) – encres de couleurs de Mathias Brügger ; textes d'Anne-Sophie Subilia et al. ; postface de Fanny Wobmann & Daniel Vuataz

- Rolle à pied d'œuvre, Genève, Encre fraîche, 2014, 78 p. (ISBN 978-2-9700745-8-8)[11]

- Vivre près des tilleuls par Esther Montandon : roman, Paris, Flammarion, 2016, 128 p. (ISBN 978-2-08-138919-9)[12],[13],[14],[15],[16]
  - (de) Unter diesen Linden. Trad. de Hilde Fieguth, Rolf Fieguth. Lenos, Bâle 2017
  - Vivere vicino ai tigli. Trad. d'Enrico Monti (dir.). Società Editrice Fiorentina, Florence, 2021[17]

## Sur quelques ouvrages

### Vivre près des tilleuls
Dans l'avant-propos, Vincent König revendique avoir accepté en 1997 la responsabilité des archives d'Esther Montalon (1923-1998), ce qui l'autorise à publier ce recueil d'impressions, petite sociologie du deuil (p. 9). La postface collective affirme : la fiction n'est pas le contraire du réel (p. 121.
Le couple d'Esther et Jacques a tenté une dizaine d'années d'avoir un enfant. Le renoncement seul a permis le miracle, la petite Louise... Trop peu d'années plus tard, elle meurt (p. 33). Après les cérémonies et les anniversaires, c'est la présence-absence, la solitude, les amis et leurs enfants, les silences, les lieux, les rencontres, la détresse, la souffrance.

## Membres

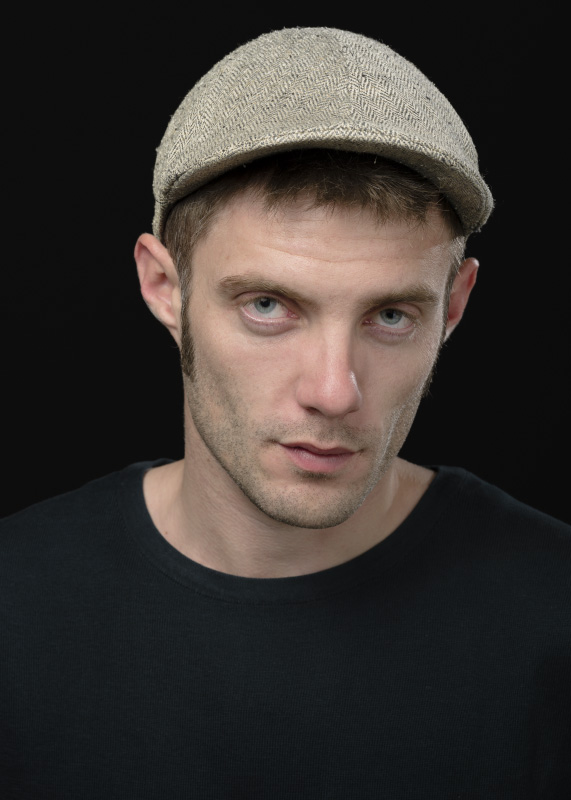
Sébastien Meier, un ancien membre de l'AJAR

- Membres en activité en 2025[18] : Magali Bossi, Alice Bottarelli, Joanne Chassot, Jessica Daetwyler, Danica Hanz, Julie Mayoraz,  Mélody Pralong, Manon Reith, Hugo Saint-Amant, Lydia Schenk, Ella Stürzenhofecker, Daniel Vuataz, Karine Yoakim Pasquier.
- Ont appartenu au collectif[19] : Arthur Brugger, Guy Chevalley, Raphael Fleury, Clémentine Glerum, Elodie Glerum, Alain Guerry, Julie Guinand, Nicolas Lambert, Timothée Léchot, Sébastien Meier, Bruno Pellegrino, Pierrine Poget, Matthieu Ruf, Kathinka Salzmann, Noémi Schaub, Aude Seigne, Anne-Sophie Subilia, Fanny Voélin, Fanny Wobmann, Vincent Yersin.

## Prix
- 2016 : dotation d’honneur de la fondation Bodmer[20], pour le roman collectif Vivre près des tilleuls
- 2018-2019[21] : lauréat du programme de la Société suisse des auteurs Textes en Scènes

### Sources
- « L'AJAR à Paris: premier roman collectif », Isabelle Falconnier, L'Hebdo, 19.05.2016
- « L'histoire incroyable d'un roman écrit à dix-huit », Lisbeth Koutchoumoff, Le Temps, 18.08.2016
- « Trente-six mains pour une voix », Virginia Bart, Le Monde, 27.10.2016
- Qui veut la peau d'Ester Montalon ?, Mon Œil : retour en Helvétie]
- Charline Pluvinet, « L’un et le multiple. Le nom d’auteur dans les écritures collectives publiées de Général Instin et de L’AJAR », Études françaises, vol. 56, no 3,‎ 2020, p. 39-55 (lire en ligne)